# Lichenopora distincta
Lichenopora distincta är en mossdjursart som beskrevs av Alvarez 1993. Lichenopora distincta ingår i släktet Lichenopora och familjen Lichenoporidae. Inga underarter finns listade i Catalogue of Life.